# Johan Peter Wallensteen
Johan Peter Wallensteen, född 20 september 1750 i Säby församling Jönköpings län, död 5 januari 1820 i Kuddby församling, Östergötlands län,  var en svensk präst som bland annat var verksam som kyrkoherde i Danderyd norr om Stockholm och Kuddby i Östergötland.

## Biografi
Johan Peter Wallensteen föddes 1750 på Högstorp i Säby församling. Han var son till ryttmästare Nils Christian Wallensteen och hans maka Hedvig Lovisa Bäfverfeldt. Wallensteen blev student vid Uppsala universitet år 1771 och prästvigdes 1775. Han var därefter bland annat extra ordinarie bataljonspredikant vid Östgöta infanteriregemente innan han år 1781 utnämndes till kyrkoherde i Danderyds församling, tillträdde 1783. Som på den tiden bildade ett pastorat tillsammans med Lidingö. Därmed blev han även kyrkoherde i Lidingö församling.  Han blev hovpredikant år 1793 och prost 1796. År 1800 tillträdde han som kyrkoherde i Kuddby församling och blev 1805 kontraktsprost i Vikbolands kontrakt. Han blev 1805 ledamot av Vasaorden. Wallensteen avled 1820 i Kuddby församling.

### Familj
Han var i ett första äktenskap gift med Regina Sophia Albertina Ridderstråle (1753–1805). De hade två söner: Johan Christian Wallensteen (1774–1868), som blev hovpredikant, kontraktsprost och liksom sin far kyrkoherde i Kuddby, och Nils Fredric Wallensteen (1796–1877) som blev expeditionschef i civildepartementet och statsråd. Paret hade även en dotter, Johanna Sofia Wallensteen, som avled som barn (1784–1788). I ett andra äktenskap var han gift med Anna Gustava Lejonadler. Hon var dotter till överjägmästaren Carl Fredric Leijonadler och Fredrica Eleonora Mörner af Tuna.

## Sockenprästen

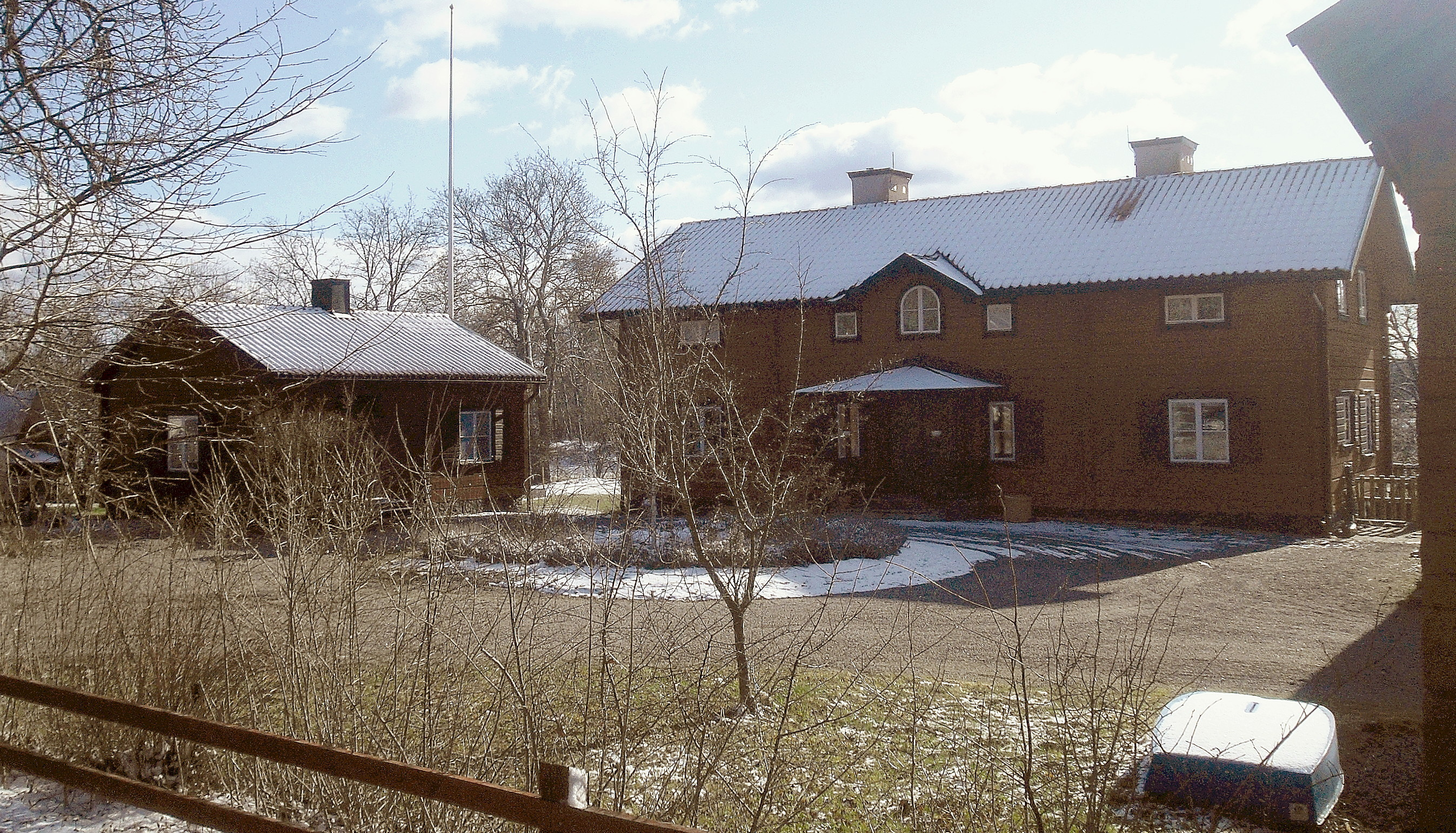
Wallensteens tjänstebostad, kyrkoherdebostället Sätra prästgård i västra Danderyd

Wallensteen var socialt engagerad och tog under sin tid i Danderyd initiativ till skola och mödravård. Enligt en beskrivning i boken Lidingöliv i gamla dar har han själv berättat att "i hela Danderyd ej fanns någon som kunde mäta sig med honom i kroppslängd". Där beskrivs hans även på detta sätt: "Men även andligen var Wallensteen en man av ovanliga mått. Han blev ej blott sina församlingsbors ömme själasörjare, utan även en föregångsman i praktiska värv, som ivrade för potatisodling, skrev om förbättring av handsprutor, om uppfödning av boskap under foderbrist, om beredning av salpeter, o. s. v. Vid sidan härav hade han starka kultur- och personhistoriska intressen..."
Han var kungatrogen gustavian och vägrade i mars 1809, när han var verksam i Kuddby, att läsa upp kungörelsen om att kung Gustav IV Adolf hade avsatts.
Wallensteen var en aktiv skildrare av livet i Danderyds socken, där han samlade noteringar i Danderyds och Lidingö församlingars antiquitetsbok. Där återgav han fakta, händelser samt lokal tro och vidskepelse. Han hade sin bostad i kyrkoherdebostället Sätra prästgård. Där ägnade han sig åt naturvård och lät bland annat planera en mängd ekar, som fortfarande präglar området kring Sätra ängar i Danderyd.